# Dekenaat Zuiderkempen
Het dekenaat Zuiderkempen was tot 1 september 2014 een Belgisch katholiek dekenaat in het Bisdom Antwerpen en telde 63 parochies gegroepeerd in 8 federaties.
Het dekenaat omvatte vrijwel geheel de gemeenten Balen, Geel, Grobbendonk, Herentals, Herenthout, Herselt, Hulshout, Laakdal, Meerhout, Mol, Olen, Vorselaar en Westerlo.

## Parochies
| Parochie                                    | Deelgemeente   | Patroonheilige                              | Kerk                                            |
| Federatie Balen                             |                |                                             |                                                 |
| Sint-Andries                                | Balen          | Sint-Andries                                | Sint-Andrieskerk                                |
| Sint-Hubertus                               | Balen          | Sint-Hubertus                               | Sint-Hubertuskerk                               |
| Sint-Willibrordus                           | Olmen          | Sint-Willibrordus                           | Sint-Willibrorduskerk                           |
| Onze-Lieve-Vrouw van Altijddurende Bijstand | Balen          | Onze-Lieve-Vrouw van Altijddurende Bijstand | Onze-Lieve-Vrouw van Altijddurende Bijstandkerk |
| Sint-Jozef                                  | Mol            | Sint-Jozef                                  | Sint-Jozefkerk                                  |
| Federatie Geel                              |                |                                             |                                                 |
| Sint-Lambertus                              | Geel           | Sint-Lambertus                              | Sint-Lambertuskerk                              |
| Sint-Franciscus van Assisi                  | Geel           | Sint-Franciscus van Assisi                  | Sint-Franciscus van Assisikerk                  |
| Sint-Amandus                                | Geel           | Sint-Amandus                                | Sint-Amanduskerk                                |
| Sint-Dimpna                                 | Geel           | Sint-Dimpna                                 | Sint-Dimpnakerk                                 |
| Sint-Gerebernus                             | Geel           | Sint-Gerebernus                             | Sint-Gerebernuskerk                             |
| Sint-Jozef                                  | Geel           | Sint-Jozef                                  | Sint-Jozefkerk                                  |
| Onze-Lieve-Vrouw Bezoeking                  | Geel           | Onze-Lieve-Vrouw Bezoeking                  | Onze-Lieve-Vrouw Bezoekingkerk                  |
| Sint-Lucia                                  | Geel           | Sint-Lucia                                  | Sint-Luciakerk                                  |
| Sint-Appolonia                              | Geel           | Sint-Appolonia                              | Sint-Apolloniakerk                              |
| Sint-Hubertus                               | Geel           | Sint-Hubertus                               | Sint-Hubertuskerk                               |
| Heilig Hart                                 | Geel           | Heilig Hart                                 | Heilig Hartkerk                                 |
| Sint-Laurentius                             | Geel           | Sint-Laurentius                             | Sint-Laurentiuskerk                             |
| Federatie Grobbendonk-Herenthout-Vorselaar  |                |                                             |                                                 |
| Onze-Lieve-Vrouw ten Hemel Opgenomen        | Bouwel         | Onze-Lieve-Vrouw ten Hemel Opgenomen        |                                                 |
| Sint-Lambertus                              | Grobbendonk    | Sint-Lambertus                              |                                                 |
| Sint-Pieter en Pauwel                       | Herenthout     | Sint-Pieter en Sint-Pauwel                  |                                                 |
| Sint-Pieter                                 | Vorselaar      | Sint-Pieter                                 |                                                 |
| Federatie Herentals-Olen                    |                |                                             |                                                 |
| Onze-Lieve-Vrouw Geboorte                   | Olen           | Onze-Lieve-Vrouw Geboorte                   |                                                 |
| Onze-Lieve-Vrouw                            | Herentals      | Onze-Lieve-Vrouw                            |                                                 |
| Sint-Antonius van Padua                     | Herentals      | Sint-Antonius van Padua                     |                                                 |
| Sint-Catharina                              | Herentals      | Sint-Catharina                              |                                                 |
| Sint-Waldetrudis                            | Herentals      | Sint-Waldetrudis                            |                                                 |
| Sint-Jan de Doper                           | Herentals      | Sint-Jan de Doper                           |                                                 |
| Sint-Niklaas                                | Morkhoven      | Sint-Niklaas                                |                                                 |
| Sint-Bavo                                   | Noorderwijk    | Sint-Bavo                                   |                                                 |
| Sint-Jozef                                  | Olen           | Sint-Jozef                                  |                                                 |
| Sint-Martinus                               | Olen           | Sint-Martinus                               |                                                 |
| Federatie Herselt-Hulshout-Westerlo         |                |                                             |                                                 |
| Onze-Lieve-Vrouw ten Hemel Opgenomen        | Herselt        | Onze-Lieve-Vrouw ten Hemel Opgenomen        | Onze-Lieve-Vrouw ten Hemel Opgenomenkerk        |
| Onze-Lieve-Vrouw Onbevlekt Ontvangen        | Herselt        | Onze-Lieve-Vrouw Onbevlekt Ontvangen        | Onze-Lieve-Vrouw Onbevlekt Ontvangenkerk        |
| Sint-Servatius                              | Herselt        | Sint-Servatius                              | Sint-Servatiuskerk                              |
| Sint-Carolus Borromeus                      | Westerlo       | Sint-Carolus Borromeus                      | Sint-Carolus Borromeuskerk                      |
| Sint-Adriaan                                | Houtvenne      | Sint-Adriaan                                |                                                 |
| Sint-Mattheus                               | Hulshout       | Sint-Mattheus                               |                                                 |
| Sint-Michiel                                | Oevel          | Sint-Michiel                                | Sint-Michielskerk                               |
| Onze-Lieve-Vrouw Bezoeking                  | Oosterwijk     | Onze-Lieve-Vrouw Bezoeking                  | Onze-Lieve-Vrouw Bezoekingskerk                 |
| Sint-Hubertus                               | Ramsel         | Sint-Hubertus                               | Sint-Hubertuskerk                               |
| Sint-Anna                                   | Tongerlo       | Sint-Anna                                   | Sint-Annakerk                                   |
| Onze-Lieve-Vrouw ten Hemel Opgenomen        | Westerlo       | Onze-Lieve-Vrouw ten Hemel Opgenomen        | Onze-Lieve-Vrouw ten Hemel Opgenomenkerk        |
| Sint-Lambertus                              | Westerlo       | Sint-Lambertus                              | Sint-Lambertuskerk                              |
| Sint-Michiel                                | Westmeerbeek   | Sint-Michiel                                |                                                 |
| Sint-Niklaas                                | Zoerle-Parwijs | Sint-Niklaas                                | Sint-Niklaaskerk                                |
| Federatie Laakdal                           |                |                                             |                                                 |
| Sint-Lambertus                              | Eindhout       | Sint-Lambertus                              | Sint-Lambertuskerk                              |
| Sint-Jozef Werkman                          | Veerle         | Sint-Jozef Werkman                          | Sint-Jozef Werkmankerk                          |
| Sint-Gertrudis                              | Vorst          | Sint-Gertrudis                              | Sint-Gertrudiskerk                              |
| Sint-Niklaas                                | Vorst          | Sint-Niklaas                                | Sint-Niklaaskerk                                |
| Onze-Lieve-Vrouw                            | Veerle         | Onze-Lieve-Vrouw                            | Onze-Lieve-Vrouw-in-de-Wijngaardkerk            |
| Federatie Meerhout                          |                |                                             |                                                 |
| Sint-Jozef                                  | Meerhout       | Sint-Jozef                                  | Sint-Jozefkerk                                  |
| Onze-Lieve-Vrouw                            | Meerhout       | Onze-Lieve-Vrouw                            | Onze-Lieve-Vrouwkerk                            |
| Sint-Trudo                                  | Meerhout       | Sint-Trudo                                  | Sint-Trudokerk                                  |
| Sint-Bavo                                   | Meerhout       | Sint-Bavo                                   | Sint-Bavokerk                                   |
| Federatie Mol                               |                |                                             |                                                 |
| Sint-Jozef Ambachtsman                      | Mol            | Sint-Jozef                                  | Sint-Jozef Werkmankerk                          |
| Onze-Lieve-Vrouw Onbevlekt                  | Mol            | Onze-Lieve-Vrouw Onbevlekt                  | Onze-Lieve-Vrouw Onbevlekt Ontvangenkerk        |
| Sint-Odrada                                 | Mol            | Sint-Odrada                                 | Sint-Odradakerk                                 |
| Sint-Pieter en Pauwel                       | Mol            | Sint-Pieter en Sint-Pauwel                  | Sint-Pieter en Pauwelkerk                       |
| Sint-Apollonia                              | Mol            | Sint-Apollonia                              | Sint-Apolloniakerk                              |
| Sint-Antonius                               | Mol            | Sint-Antonius                               | Sint-Antonius Abtkerk                           |
| Sint-Willibrordus                           | Mol            | Sint-Willibrordus                           | Sint-Willibrorduskerk                           |
| Sint-Carolus Borromeus                      | Mol            | Sint-Carolus Borromeus                      | Sint-Carolus Borromeuskerk                      |
| Sint-Bernardus                              | Mol            | Sint-Bernardus                              | Sint-Bernarduskerk                              |